# Hospital Aga Khan (Mombasa)
El Hospital Aga Khan (en inglés: Aga Khan Hospital) es parte de los Servicios de Salud de Aga Khan (AKHS). Es un centro de atención a la salud de 96 camas que ofrece atención sanitaria de calidad, rentable y de valor añadido aguda. El Hospital proporciona servicios médicos generales, clínicas especializadas y servicios de diagnóstico de alta tecnología. Es parte del sistema de Aga Khan de Servicios de Salud de referencia internacional con conexiones con el Hospital universitario Aga Khan en Nairobi y el Hospital de la Universidad Aga Khan de Karachi.